# Staat des Fürstprimas
Der Staat des Fürstprimas (auch Fürstprimatischer Staat oder Staat des Kurerzkanzlers) war ein von 1806 bis 1810 bestehender, während der Herrschaft von Napoleon gegründeter souveräner Staat und Mitglied in der Konföderation des deutschen Rheinbundes. Einziger Regent war Karl Theodor von Dalberg (1744–1817). Manchmal werden auch der Vorgängerstaat (1803–1806) und der Nachfolgestaat (1810–1813) so genannt.

## Geographie und Geschichte
Die Staatsbildung erfolgte am 12. Juli 1806 mit Unterzeichnung der Rheinbundakte. Das Staatsgebiet umfasste das bisherige Fürstentum Aschaffenburg, das Fürstentum Regensburg, die Grafschaft Wetzlar (ehemalige Reichsstadt) sowie neu hinzugekommen die Freie Reichsstadt Frankfurt. Am 22. Mai 1810 endete mit der Abtretung des Regensburger Gebietsanteils an das Königreich Bayern nominell der Fürstprimatische Staat. Die verbliebenen Gebietsteile von Aschaffenburg, Frankfurt und Wetzlar gingen im neugeschaffenen Großherzogtum Frankfurt auf. Für die verlorenen Regensburger Gebiete wurde der Fürstprimas auf Veranlassung von Napoleon mit dem Fürstentum Hanau und dem Fürstentum Fulda entschädigt, so dass das Großherzogtum Frankfurt in vier Départements gegliedert wurde: Frankfurt (mit Wetzlar), Aschaffenburg, Hanau und Fulda.

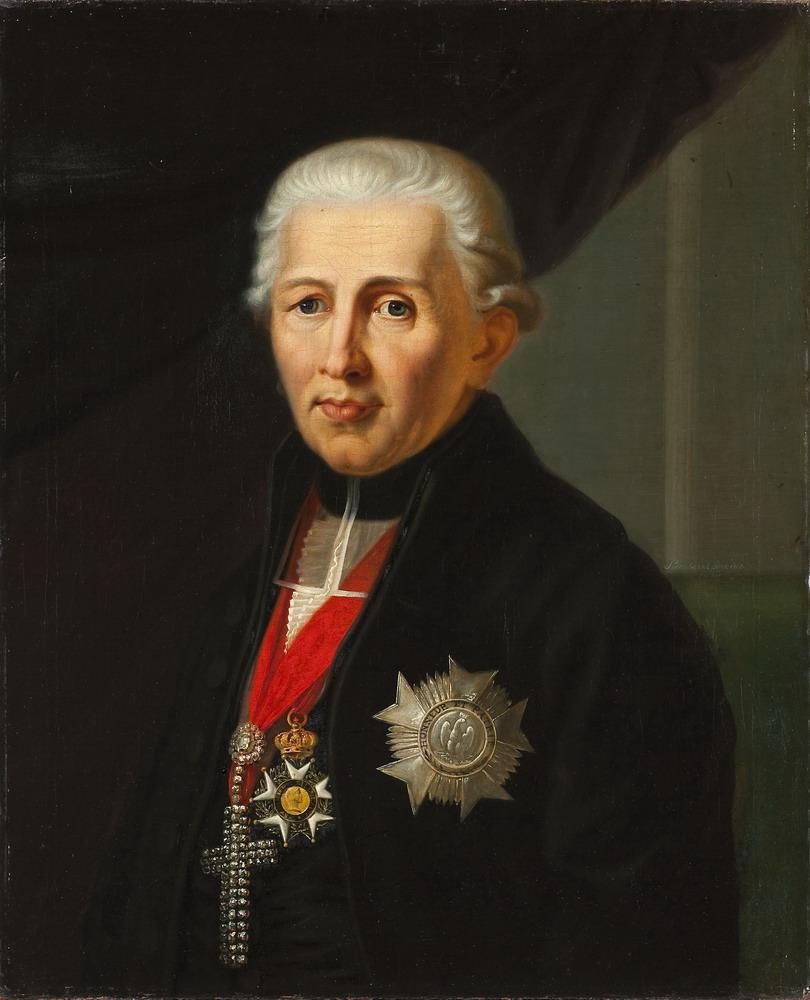
Karl Theodor von Dalberg 1812 (Ölgemälde von Franz Seraph Stirnbrand)

## Der Fürstprimas
Der Regent des Fürstprimatischen Staates, Karl Theodor von Dalberg, war seit dem 17. Januar 1800 Fürstbischof von Konstanz. Seit dem 25. Juli 1802 war er auch der letzte Herrscher des Erzstifts Mainz, obwohl er nicht mehr direkt in Mainz residieren konnte, das bereits von Napoleonischen Truppen besetzt war. Er regierte darum überwiegend von seiner Residenz im Schloss Johannisburg in Aschaffenburg aus, das von 1802 bis 1813 Residenzstadt blieb. Mit dem Reichsdeputationshauptschluss erhielt Dalberg im Jahre 1803, da Mainz nun endgültig an Frankreich gefallen war, den Titel des Fürstprimas für Deutschland. Es wurde vereinbart, diesen Titel sowie die Ämter des Mainzer Kurfürsten, des Reichserzkanzlers, und des Erzbischofs von Mainz, zukünftig immer in Personalunion vom Bischof von Regensburg führen zu lassen. Der Sitz des Fürstprimas-Reichskanzlers sollte in Regensburg liegen. Da der Bischof von Regensburg noch lebte, verzögerte sich die offizielle Einsetzung Dalbergs als Erzbischof von Regensburg bis zum 1. Februar 1805, Dalberg war aber schon Fürstprimas und Reichserzkanzler.

## Wirkung und Kritik
Der Staat des Fürstprimas gilt als Modellstaat, in dem Dalberg bedachtsam Reformen umzusetzen versuchte. Durch die politischen Verhältnisse der Besetzung eines Teils von Deutschland, der Napoleonischen Kriege und der inneren Streitigkeiten der Nachfolgestaaten des Deutschen Reichs waren allerdings die Möglichkeiten begrenzt. Von vielen Seiten gab es auch Kritik an Dalberg, dass er der Napoleonischen Herrschaft gegenüber zu nachgiebig sei. Die realpolitische Leistung wurde dennoch zumeist gewürdigt. Die meisten Reformen wurden erst im Nachfolgestaat, dem Großherzogtum Frankfurt, umgesetzt. Als Landesherr und Bischof war Dalberg von peinlicher Gewissenhaftigkeit, in seiner Amtsführung von kantischem Pflichtbewusstsein, dabei von gewinnender menschlicher Güte und Hilfsbereitschaft. So oft er in Regensburg oder Konstanz weilte, hielt er die Pontifikalhandlungen selbst und nahm in Regensburg für gewöhnlich auch an den Konsistorialsitzungen teil. Zeitlebens besaß er einen starken Glauben an die guten Möglichkeiten im Menschen und war darin ganz ein Regent im Sinne der Aufklärung.  